# Liga Nacional de Básquet 2006-07
La temporada 2006-07 de la Liga Nacional de Básquet de la Argentina fue la vigésima tercera edición de la máxima competencia argentina en dicho deporte. Se inició el 4 de octubre de 2006 con el partido inaugural de temporada entre el último campeón, Gimnasia y Esgrima de Comodoro Rivadavia y Boca Juniors, encuentro disputado en el Estadio Ángel P. Malvicino de la ciudad de Santa Fe, y finalizó el 29 de mayo de 2007 con el sexto partido de la serie final entre el Boca Juniors y Peñarol de Mar del Plata en el Estadio Luis Conde, en donde se consagró campeón como local el equipo porteño, luego de ganar la serie final 4 a 2.

## Equipos participantes

### Ascensos y descensos
| Pos. | Descendidos en la LNB 2005-06 |
| ---- | ----------------------------- |
| 15.º | Argentino de Junín            |
| 16.º | La Unión de Formosa           |

| Pos. | Ascendidos del TNA 2005-06 |
| ---- | -------------------------- |
| 1.º  | Centro Juventud Sionista   |
| 2.º  | Asociación Atlética Quimsa |

| Vende plaza              |
| ------------------------ |
| River Plate              |
| Estudiantes de Olavarría |

| Compra plaza                |
| --------------------------- |
| Estudiantes de Bahía Blanca |
| Obras Sanitarias            |

### Equipos
| Región                    | Cantidad |
| ------------------------- | -------- |
| Provincia de Buenos Aires | 5        |
| Capital Federal           | 2        |
| Chubut                    | 2        |
| Entre Ríos                | 2        |
| Santa Fe                  | 2        |
| Córdoba                   | 1        |
| Corrientes                | 1        |
| Santiago del Estero       | 1        |

| Club                | Ciudad                     | Entrenador             | Estadio                               | Capacidad |
| ------------------- | -------------------------- | ---------------------- | ------------------------------------- | --------- |
| Atenas              | Córdoba                    | Mario Milanesio        | Polideportivo Carlos Cerutti          | 3424      |
| Belgrano            | San Nicolás de los Arroyos | Ariel Amarillo         | Estadio Fortunato Bonelli             | 2000      |
| Ben Hur             | Rafaela                    | Julio Lamas            | Estadio Coliseo del Sur               | 4000      |
| Boca Juniors        | Ciudad de Buenos Aires     | Eduardo Cadillac       | Estadio Luis Conde                    | 2000      |
| Central Entrerriano | Gualeguaychú               | Martín Guastavino      | Estadio José María Bértora            | 2100      |
| Ciclista Juninense  | Junín                      | Adrián Capelli         | Estadio Raúl Merlo                    | 2000      |
| Deportivo Madryn    | Puerto Madryn              | Fabio Demti            | Nuevo Palacio Aurinegro               | 3500      |
| Estudiantes         | Bahía Blanca               | Guillermo López        | Estadio Osvaldo Casanova              | 3950      |
| Gimnasia y Esgrima  | Comodoro Rivadavia         | Fernando Duró          | Estadio Socios Fundadores             | 2276      |
| Libertad            | Sunchales                  | Carlos Bualó           | El Hogar de los Tigres                | 4000      |
| Obras Sanitarias    | Ciudad de Buenos Aires     | Pablo Dastugue         | Estadio Obras Sanitarias              | 3100      |
| Peñarol             | Mar del Plata              | Carlos Romano          | Polideportivo Islas Malvinas          | 8000      |
| Quilmes             | Mar del Plata              | Oscar Sánchez          | Estadio Once Unidos                   | 3000      |
| Quimsa              | Santiago del Estero        | Marcelo Richotti       | Estadio Ciudad de Santiago del Estero | 4000      |
| Regatas Corrientes  | Corrientes                 | Gonzalo Eugenio García | Estadio José Jorge Contte             | 4000      |
| Sionista            | Paraná                     | Sebastián Svetliza     | Polideportivo Moisés Flesler          | 2100      |

Cambios de entrenadores
| Club               | Entrenador saliente    | Entrenador entrante |
| ------------------ | ---------------------- | ------------------- |
| Boca Juniors       | Eduardo Cadillac       | Gabriel Piccato     |
| Regatas Corrientes | Gonzalo Eugenio García | Silvio Santander    |
| Obras Sanitarias   | Pablo Dastugue         | Bernardo Murphy     |
| Atenas             | Mario Milanesio        | Medardo Ligorria    |

## Formato
Se jugó una primera fase en donde se separaron los equipos por conveniencia geográfica en 2 zonas (norte y sur) y se enfrentaron en partidos ida y vuelta solo entre los equipos de su zona. Los primeros 4 de cada grupo clasificaron al Torneo Súper 8 que se disputó en diciembre en Neuquén. 
En la segunda fase se enfrentaron todos contra todos arrastrando la mitad de los puntos de la primera fase. Los primeros 4 de la tabla se clasificaron directamente a los cuartos de final, mientras que los que se posicionaron del puesto quinto al decimosegundo jugaron la reclasificion. Los últimos 2 de la tabla descienden al Torneo Nacional de Ascenso. Los últimos 4 jugaron un Play Off para definir los 2 descensos. 
Los Play Off se jugaron al mejor de 5 partidos (gana el primero que llegue a 3 victorias) con el formato 2-2-1, en la reclasificación, los cuartos de final y la semifinal. La final se jugó al mejor de 7 partidos (gana el primero que llegue a 4 partidos ganados) con el formato 2-2-1-1-1.

## Primera fase

### Zona norte
| Zona Norte             | PJ | PG | PP | Pts |
| ---------------------- | -- | -- | -- | --- |
| Sionista               | 14 | 9  | 5  | 23  |
| Ben Hur                | 14 | 8  | 6  | 22  |
| Atenas                 | 14 | 8  | 6  | 22  |
| Quimsa                 | 14 | 8  | 6  | 22  |
| Regatas Corrientes     | 14 | 8  | 6  | 22  |
| Libertad               | 14 | 7  | 7  | 21  |
| Central Entrerriano    | 14 | 5  | 9  | 19  |
| Belgrano (San Nicolás) | 14 | 3  | 11 | 17  |

|  |                                                 |
|  | Clasificados al Súper 8 por tener mejor récord. |

| Atenas   | 70-84 | Belgrano (SN)       | 6 de octubre |
| Quimsa   | 69-62 | Central Entrerriano | 6 de octubre |
| Ben Hur  | 95-67 | Regatas Corrientes  | 6 de octubre |
| Libertad | 61-66 | Sionista            | 6 de octubre |

| Atenas   | 106-90 | Central Entrerriano | 8 de octubre |
| Quimsa   | 95-75  | Belgrano (SN)       | 8 de octubre |
| Ben Hur  | 77-63  | Sionista            | 8 de octubre |
| Libertad | 94-71  | Regatas Corrientes  | 8 de octubre |

| Regatas Corrientes  | 94-69 | Quimsa   | 13 de octubre |
| Belgrano (SN)       | 74-92 | Libertad | 13 de octubre |
| Sionista            | 98-94 | Atenas   | 13 de octubre |
| Central Entrerriano | 86-80 | Ben Hur  | 13 de octubre |

| Regatas Corrientes  | 93-71 | Atenas   | 11 de octubre |
| Central Entrerriano | 74-84 | Libertad | 15 de octubre |
| Sionista            | 95-75 | Quimsa   | 15 de octubre |
| Belgrano (SN)       | 75-72 | Ben Hur  | 15 de octubre |

| Atenas             | 77-69  | Libertad            | 20 de octubre |
| Quimsa             | 88-78  | Ben Hur             | 20 de octubre |
| Regatas Corrientes | 94-84  | Central Entrerriano | 20 de octubre |
| Sionista           | 102-80 | Belgrano (SN)       | 20 de octubre |

| Atenas             | 86-80 | Ben Hur             | 18 de octubre |
| Quimsa             | 83-99 | Libertad            | 22 de octubre |
| Regatas Corrientes | 94-72 | Belgrano (SN)       | 22 de octubre |
| Sionista           | 78-67 | Central Entrerriano | 22 de octubre |

| Libertad            | 76-79 | Atenas             | 27 de octubre |
| Ben Hur             | 81-77 | Quimsa             | 27 de octubre |
| Belgrano (SN)       | 94-87 | Sionista           | 27 de octubre |
| Central Entrerriano | 89-81 | Regatas Corrientes | 27 de octubre |

| Libertad            | 70-72 | Quimsa             | 25 de octubre |
| Central Entrerriano | 97-86 | Sionista           | 29 de octubre |
| Belgrano (SN)       | 76-80 | Regatas Corrientes | 29 de octubre |
| Ben Hur             | 88-83 | Atenas             | 29 de octubre |

| Regatas Corrientes  | 69-79  | Ben Hur  | 3 de noviembre |
| Central Entrerriano | 86-100 | Quimsa   | 3 de noviembre |
| Belgrano (SN)       | 82-105 | Atenas   | 3 de noviembre |
| Sionista            | 87-84  | Libertad | 3 de noviembre |

| Regatas Corrientes  | 77-76 | Libertad | 5 de noviembre |
| Central Entrerriano | 79-83 | Atenas   | 5 de noviembre |
| Sionista            | 85-66 | Ben Hur  | 5 de noviembre |
| Belgrano (SN)       | 84-94 | Quimsa   | 5 de noviembre |

| Atenas   | 88-89   | Sionista            | 10 de noviembre |
| Libertad | 87-53   | Belgrano (SN)       | 10 de noviembre |
| Quimsa   | 101-100 | Regatas Corrientes  | 10 de noviembre |
| Ben Hur  | 93-66   | Central Entrerriano | 10 de noviembre |

| Quimsa   | 79-80  | Sionista            | 12 de noviembre |
| Libertad | 92-85  | Central Entrerriano | 12 de noviembre |
| Atenas   | 100-77 | Regatas Corrientes  | 12 de noviembre |
| Ben Hur  | 83-50  | Belgrano (SN)       | 12 de noviembre |

| Quimsa              | 106-102 | Atenas        | 15 de noviembre |
| Regatas Corrientes  | 75-68   | Sionista      | 15 de noviembre |
| Ben Hur             | 76-75   | Libertad      | 15 de noviembre |
| Central Entrerriano | 87-80   | Belgrano (SN) | 15 de noviembre |

| Atenas        | 102-86  | Quimsa              | 17 de noviembre |
| Belgrano (SN) | 86-88   | Central Entrerriano | 17 de noviembre |
| Sionista      | 100-102 | Regatas Corrientes  | 17 de noviembre |
| Libertad      | 75-66   | Ben Hur             | 17 de noviembre |

### Zona sur
| Zona Sur                      | PJ | PG | PP | Pts |
| ----------------------------- | -- | -- | -- | --- |
| Peñarol                       | 14 | 11 | 3  | 25  |
| Quilmes                       | 14 | 9  | 5  | 23  |
| Gimnasia (Comodoro Rivadavia) | 14 | 8  | 6  | 22  |
| Boca Juniors                  | 14 | 7  | 7  | 21  |
| Deportivo Madryn              | 14 | 7  | 7  | 21  |
| Ciclista Juninense            | 14 | 5  | 9  | 19  |
| Obras Sanitarias              | 14 | 5  | 9  | 19  |
| Estudiantes (Bahía Blanca)    | 14 | 4  | 10 | 18  |

|  |                                                 |
|  | Clasificados al Súper 8 por tener mejor récord. |

| Boca Juniors       | 81-85   | Deportivo Madryn | 6 de octubre |
| Ciclista Juninense | 71-86   | Gimnasia (CR)    | 6 de octubre |
| Quilmes            | 109-101 | Estudiantes (BB) | 7 de octubre |
| Obras Sanitarias   | 64-74   | Peñarol          | 7 de octubre |

| Boca Juniors       | 82-88 | Gimnasia (CR)    | 4 de octubre |
| Quilmes            | 71-76 | Peñarol          | 8 de octubre |
| Ciclista Juninense | 82-79 | Deportivo Madryn | 8 de octubre |
| Obras Sanitarias   | 79-72 | Estudiantes (BB) | 8 de octubre |

| Peñarol          | 62-84 | Boca Juniors       | 13 de octubre |
| Estudiantes (BB) | 95-78 | Ciclista Juninense | 13 de octubre |
| Gimnasia (CR)    | 69-77 | Quilmes            | 13 de octubre |
| Deportivo Madryn | 79-74 | Obras Sanitarias   | 13 de octubre |

| Peñarol          | 99-88  | Ciclista Juninense | 15 de octubre |
| Gimnasia (CR)    | 91-74  | Obras Sanitarias   | 15 de octubre |
| Estudiantes (BB) | 89-99  | Boca Juniors       | 15 de octubre |
| Deportivo Madryn | 105-92 | Quilmes            | 15 de octubre |

| Quilmes          | 94-76 | Ciclista Juninense | 6 de noviembre |
| Obras Sanitarias | 92-95 | Boca Juniors       | 6 de noviembre |
| Deportivo Madryn | 92-95 | Peñarol            | 6 de noviembre |
| Gimnasia (CR)    | 82-71 | Estudiantes (BB)   | 6 de noviembre |

| Quilmes          | 79-73 | Boca Juniors       | 8 de noviembre |
| Deportivo Madryn | 99-93 | Estudiantes (BB)   | 8 de noviembre |
| Obras Sanitarias | 90-78 | Ciclista Juninense | 8 de noviembre |
| Gimnasia (CR)    | 81-70 | Peñarol            | 8 de noviembre |

| Estudiantes (BB)   | 94-64 | Gimnasia (CR)    | 27 de octubre |
| Ciclista Juninense | 64-77 | Quilmes          | 27 de octubre |
| Peñarol            | 90-75 | Deportivo Madryn | 27 de octubre |
| Boca Juniors       | 80-89 | Obras Sanitarias | 27 de octubre |

| Peñarol            | 80-68  | Gimnasia (CR)    | 29 de octubre |
| Ciclista Juninense | 88-86  | Obras Sanitarias | 29 de octubre |
| Boca Juniors       | 87-80  | Quilmes          | 29 de octubre |
| Estudiantes (BB)   | 109-86 | Deportivo Madryn | 29 de octubre |

| Peñarol          | 102-66 | Obras Sanitarias   | 3 de noviembre |
| Deportivo Madryn | 73-74  | Boca Juniors       | 3 de noviembre |
| Estudiantes (BB) | 83-97  | Quilmes            | 3 de noviembre |
| Gimnasia (CR)    | 88-78  | Ciclista Juninense | 3 de noviembre |

| Peñarol          | 86-74 | Quilmes            | 1 de noviembre |
| Estudiantes (BB) | 96-85 | Obras Sanitarias   | 1 de noviembre |
| Gimnasia (CR)    | 89-71 | Boca Juniors       | 1 de noviembre |
| Deportivo Madryn | 71-70 | Ciclista Juninense | 1 de noviembre |

| Boca Juniors       | 75-97 | Peñarol          | 10 de noviembre |
| Ciclista Juninense | 98-87 | Estudiantes (BB) | 10 de noviembre |
| Quilmes            | 78-65 | Gimnasia (CR)    | 10 de noviembre |
| Obras Sanitarias   | 78-81 | Deportivo Madryn | 10 de noviembre |

| Ciclista Juninense | 95-84 | Peñarol          | 12 de noviembre |
| Obras Sanitarias   | 92-81 | Gimnasia (CR)    | 12 de noviembre |
| Quilmes            | 90-84 | Deportivo Madryn | 12 de noviembre |
| Boca Juniors       | 89-73 | Estudiantes (BB) | 12 de noviembre |

| Estudiantes (BB)   | 70-81  | Peñarol          | 22 de octubre   |
| Quilmes            | 101-88 | Obras Sanitarias | 15 de noviembre |
| Ciclista Juninense | 99-90  | Boca Juniors     | 15 de noviembre |
| Gimnasia (CR)      | 99-73  | Deportivo Madryn | 15 de noviembre |

| Peñarol          | 96-86  | Estudiantes (BB)   | 17 de noviembre |
| Deportivo Madryn | 80-70  | Gimnasia (CR)      | 17 de noviembre |
| Boca Juniors     | 89-77  | Ciclista Juninense | 17 de noviembre |
| Obras Sanitarias | 102-88 | Quilmes            | 17 de noviembre |

## Torneo Súper 8
En esta temporada, el Torneo Súper 8, se disputó en la ciudad de Neuquén.
Para determinar los ocho equipos participantes del torneo, los equipos clasificaron acorde a su récord en la primera fase, de modo tal que el Súper 8 reunió a los primeros 4 de la zona norte (Sionista, Ben Hur, Atenas y Quimsa) y los primeros 4 de la zona sur (Peñarol de Mar del Plata, Quilmes de Mar del Plata, Gimnasia de Comodoro y Boca Juniors). El campeón de esta edición fue Peñarol de Mar del Plata, tras derrotar en la final a Boca Juniors por 75-74.

## Segunda fase
| Equipo | Equipo                                  | Arr  | PJ | PG | PP | Pts  |
| ------ | --------------------------------------- | ---- | -- | -- | -- | ---- |
| 1.º    | Peñarol                                 | 12,5 | 30 | 20 | 10 | 62,5 |
| 2.º    | Libertad                                | 10,5 | 30 | 21 | 9  | 61,5 |
| 3.º    | Boca Juniors                            | 10,5 | 30 | 19 | 11 | 59,5 |
| 4.º    | Quilmes                                 | 11,5 | 30 | 18 | 12 | 59,5 |
| 5.º    | Regatas Corrientes                      | 11,0 | 30 | 16 | 14 | 57,0 |
| 6.º    | Quimsa                                  | 11,0 | 30 | 16 | 14 | 57,0 |
| 7.º    | Ben Hur                                 | 11,0 | 30 | 15 | 15 | 56,0 |
| 8.º    | Deportivo Madryn                        | 10,5 | 30 | 16 | 14 | 55,5 |
| 9.º    | Sionista                                | 11,5 | 30 | 14 | 16 | 55,5 |
| 10.º   | Estudiantes (Bahía Blanca)              | 9,0  | 30 | 16 | 14 | 55,0 |
| 11.º   | Atenas                                  | 11,0 | 30 | 13 | 17 | 54,0 |
| 12.º   | Gimnasia y Esgrima (Comodoro Rivadavia) | 11,0 | 30 | 12 | 18 | 53,0 |
| 13.º   | Central Entrerriano                     | 9,5  | 30 | 13 | 17 | 52,5 |
| 14.º   | Obras Sanitarias                        | 9,5  | 30 | 12 | 18 | 51,5 |
| 15.º   | Ciclista Juninense                      | 9,5  | 30 | 12 | 18 | 51,5 |
| 16.º   | Belgrano (San Nicolás)                  | 8,5  | 30 | 7  | 23 | 45,5 |

|  |                                               |
|  | Clasificados directamente a cuartos de final. |
|  | Clasificados a la serie reclasificatoria.     |
|  | Terminan su participación.                    |
|  | Descienden al Torneo Nacional de Ascenso.     |

| Obras Sanitarias    | 78-79  | Ciclista Juninense | 1 de diciembre |
| Gimnasia (CR)       | 98-78  | Atenas             | 1 de diciembre |
| Deportivo Madryn    | 93-103 | Quimsa             | 1 de diciembre |
| Quilmes             | 68-79  | Boca Juniors       | 1 de diciembre |
| Belgrano (SN)       | 83-89  | Peñarol            | 1 de diciembre |
| Central Entrerriano | 77-80  | Estudiantes (BB)   | 1 de diciembre |
| Libertad            | 95-80  | Sionista           | 1 de diciembre |
| Ben Hur             | 90-75  | Regatas Corrientes | 1 de diciembre |

| Belgrano (SN)       | 98-83  | Estudiantes (BB)   | 29 de noviembre |
| Central Entrerriano | 94-103 | Peñarol            | 3 de diciembre  |
| Ben Hur             | 92-86  | Sionista           | 3 de diciembre  |
| Deportivo Madryn    | 89-97  | Atenas             | 3 de diciembre  |
| Libertad            | 83-72  | Regatas Corrientes | 3 de diciembre  |
| Quilmes             | 80-74  | Ciclista Juninense | 3 de diciembre  |
| Gimnasia (CR)       | 88-84  | Quimsa             | 3 de diciembre  |
| Obras Sanitarias    | 84-86  | Boca Juniors       | 4 de diciembre  |

| Peñarol            | 68-66 | Libertad            | 8 de diciembre |
| Ciclista Juninense | 86-64 | Belgrano (SN)       | 8 de diciembre |
| Estudiantes (BB)   | 61-47 | Ben Hur             | 8 de diciembre |
| Sionista           | 90-84 | Deportivo Madryn    | 8 de diciembre |
| Regatas Corrientes | 97-89 | Gimnasia (CR)       | 8 de diciembre |
| Quimsa             | 92-85 | Obras Sanitarias    | 8 de diciembre |
| Atenas             | 60-76 | Quilmes             | 8 de diciembre |
| Boca Juniors       | 99-94 | Central Entrerriano | 8 de diciembre |

| Sionista           | 76-83  | Gimnasia (CR)       | 6 de diciembre  |
| Peñarol            | 92-72  | Ben Hur             | 10 de diciembre |
| Quimsa             | 96-105 | Quilmes             | 10 de diciembre |
| Regatas Corrientes | 96-84  | Deportivo Madryn    | 10 de diciembre |
| Ciclista Juninense | 98-84  | Central Entrerriano | 10 de diciembre |
| Atenas             | 72-73  | Obras Sanitarias    | 10 de diciembre |
| Estudiantes (BB)   | 82-85  | Libertad            | 10 de diciembre |
| Boca Juniors       | 92-75  | Belgrano (SN)       | 11 de diciembre |

| Deportivo Madryn | 82-65  | Peñarol             | 15 de diciembre |
| Gimnasia (CR)    | 112-87 | Estudiantes (BB)    | 15 de diciembre |
| Quilmes          | 88-81  | Regatas Corrientes  | 15 de diciembre |
| Obras Sanitarias | 80-87  | Sionista            | 15 de diciembre |
| Atenas           | 69-68  | Boca Juniors        | 15 de diciembre |
| Quimsa           | 108-73 | Ciclista Juninense  | 15 de diciembre |
| Libertad         | 92-59  | Belgrano (SN)       | 15 de diciembre |
| Ben Hur          | 82-76  | Central Entrerriano | 15 de diciembre |

| Quimsa           | 96-88 | Boca Juniors        | 13 de diciembre |
| Obras Sanitarias | 83-74 | Regatas Corrientes  | 13 de diciembre |
| Gimnasia (CR)    | 80-83 | Peñarol             | 17 de diciembre |
| Deportivo Madryn | 94-98 | Estudiantes (BB)    | 17 de diciembre |
| Quilmes          | 83-72 | Sionista            | 17 de diciembre |
| Ben Hur          | 97-72 | Belgrano (SN)       | 17 de diciembre |
| Atenas           | 80-78 | Ciclista Juninense  | 17 de diciembre |
| Libertad         | 84-69 | Central Entrerriano | 17 de diciembre |

| Central Entrerriano | 88-63 | Gimnasia (CR)    | 20 de diciembre |
| Belgrano (SN)       | 66-70 | Deportivo Madryn | 20 de diciembre |
| Ciclista Juninense  | 71-62 | Libertad         | 20 de diciembre |
| Boca Juniors        | 97-83 | Ben Hur          | 20 de diciembre |
| Estudiantes (BB)    | 92-95 | Quilmes          | 20 de diciembre |
| Peñarol             | 74-61 | Obras Sanitarias | 20 de diciembre |
| Regatas Corrientes  | 97-82 | Atenas           | 20 de diciembre |
| Sionista            | 90-80 | Quimsa           | 20 de diciembre |

| Peñarol             | 82-83 | Quilmes          | 22 de diciembre |
| Ciclista Juninense  | 73-80 | Ben Hur          | 22 de diciembre |
| Belgrano (SN)       | 74-84 | Gimnasia (CR)    | 22 de diciembre |
| Sionista            | 78-72 | Atenas           | 22 de diciembre |
| Boca Juniors        | 73-68 | Libertad         | 22 de diciembre |
| Central Entrerriano | 89-79 | Deportivo Madryn | 22 de diciembre |
| Estudiantes (BB)    | 73-60 | Obras Sanitarias | 22 de diciembre |
| Regatas Corrientes  | 98-86 | Quimsa           | 22 de diciembre |

| Quilmes            | 100-101 | Central Entrerriano | 12 de enero |
| Obras Sanitarias   | 96-79   | Belgrano (SN)       | 12 de enero |
| Quimsa             | 72-71   | Peñarol             | 12 de enero |
| Atenas             | 102-90  | Estudiantes (BB)    | 12 de enero |
| Regatas Corrientes | 77-80   | Boca Juniors        | 12 de enero |
| Sionista           | 75-72   | Ciclista Juninense  | 12 de enero |
| Gimnasia (CR)      | 74-75   | Ben Hur             | 12 de enero |
| Deportivo Madryn   | 83-81   | Libertad            | 12 de enero |

| Atenas             | 74-82 | Peñarol             | 10 de enero |
| Quimsa             | 78-79 | Estudiantes (BB)    | 14 de enero |
| Obras Sanitarias   | 78-76 | Central Entrerriano | 14 de enero |
| Quilmes            | 93-79 | Belgrano (SN)       | 14 de enero |
| Sionista           | 73-66 | Boca Juniors        | 14 de enero |
| Regatas Corrientes | 75-53 | Ciclista Juninense  | 14 de enero |
| Gimnasia (CR)      | 74-93 | Libertad            | 14 de enero |
| Deportivo Madryn   | 80-71 | Ben Hur             | 14 de enero |

| Central Entrerriano | 82-87  | Atenas             | 16 de enero |
| Peñarol             | 74-63  | Sionista           | 17 de enero |
| Estudiantes (BB)    | 102-97 | Regatas Corrientes | 17 de enero |
| Boca Juniors        | 111-92 | Gimnasia (CR)      | 17 de enero |
| Ben Hur             | 87-68  | Quilmes            | 17 de enero |
| Libertad            | 80-69  | Obras Sanitarias   | 17 de enero |
| Ciclista Juninense  | 88-70  | Deportivo Madryn   | 17 de enero |
| Belgrano (SN)       | 100-86 | Quimsa             | 17 de enero |

| Ciclista Juninense  | 68-74  | Gimnasia (CR)      | 19 de enero |
| Boca Juniors        | 96-85  | Deportivo Madryn   | 19 de enero |
| Peñarol             | 85-69  | Regatas Corrientes | 19 de enero |
| Estudiantes (BB)    | 90-102 | Sionista           | 19 de enero |
| Libertad            | 84-68  | Quilmes            | 19 de enero |
| Ben Hur             | 80-65  | Obras Sanitarias   | 19 de enero |
| Belgrano (SN)       | 82-79  | Atenas             | 19 de enero |
| Central Entrerriano | 79-104 | Quimsa             | 19 de enero |

| Ciclista Juninense | 80-79 | Peñarol             | 26 de enero |
| Sionista           | 85-81 | Belgrano (SN)       | 26 de enero |
| Quilmes            | 75-76 | Gimnasia (CR)       | 26 de enero |
| Boca Juniors       | 77-78 | Estudiantes (BB)    | 26 de enero |
| Regatas Corrientes | 83-69 | Central Entrerriano | 26 de enero |
| Atenas             | 92-77 | Ben Hur             | 26 de enero |
| Obras Sanitarias   | 81-85 | Deportivo Madryn    | 26 de enero |
| Quimsa             | 86-76 | Libertad            | 30 de enero |

| Obras Sanitarias   | 81-67   | Gimnasia (CR)       | 24 de enero |
| Boca Juniors       | 108-102 | Peñarol             | 28 de enero |
| Quilmes            | 82-102  | Deportivo Madryn    | 28 de enero |
| Ciclista Juninense | 66-89   | Estudiantes (BB)    | 28 de enero |
| Sionista           | 89-70   | Central Entrerriano | 28 de enero |
| Regatas Corrientes | 83-69   | Belgrano (SN)       | 28 de enero |
| Atenas             | 69-77   | Libertad            | 28 de enero |
| Quimsa             | 87-82   | Ben Hur             | 28 de enero |

| Gimnasia (CR)       | 75-77 | Quilmes            | 2 de febrero |
| Deportivo Madryn    | 78-70 | Obras Sanitarias   | 2 de febrero |
| Peñarol             | 82-49 | Ciclista Juninense | 2 de febrero |
| Estudiantes (BB)    | 68-75 | Boca Juniors       | 2 de febrero |
| Belgrano (SN)       | 76-98 | Sionista           | 2 de febrero |
| Liberad             | 86-69 | Quimsa             | 2 de febrero |
| Central Entrerriano | 94-65 | Regatas Corrientes | 2 de febrero |
| Ben Hur             | 73-76 | Atenas             | 6 de febrero |

| Peñarol             | 89-78 | Boca Juniors       | 31 de enero  |
| Libertad            | 58-57 | Atenas             | 4 de febrero |
| Ben Hur             | 88-75 | Quimsa             | 4 de febrero |
| Estudiantes (BB)    | 72-63 | Ciclista Juninense | 4 de febrero |
| Belgrano (SN)       | 91-79 | Regatas Corrientes | 4 de febrero |
| Central Enterrriano | 73-71 | Sionista           | 4 de febrero |
| Deportivo Madryn    | 91-77 | Quilmes            | 4 de febrero |
| Gimnasia (CR)       | 94-66 | Ciclista Juninense | 4 de febrero |

| Boca Juniors       | 77-79 | Quilmes             | 9 de febrero |
| Peñaroñ            | 93-66 | Belgrano (SN)       | 9 de febrero |
| Ciclista Juninense | 78-80 | Obras Sanitarias    | 9 de febrero |
| Estudiantes (BB)   | 84-66 | Central Entrerriano | 9 de febrero |
| Atenas             | 77-80 | Gimnasia (CR)       | 9 de febrero |
| Quimsa             | 98-77 | Deportivo Madryn    | 9 de febrero |
| Sionista           | 79-83 | Libertad            | 9 de febrero |
| Regatas Corrientes | 70-62 | Ben Hur             | 9 de febrero |

| Regatas Corrientes | 78-69  | Libertad            | 7 de febrero  |
| Peñarol            | 98-79  | Central Entrerriano | 11 de febrero |
| Ciclista Juninense | 80-99  | Quilmes             | 11 de febrero |
| Quimsa             | 76-65  | Gimnasia (CR)       | 11 de febrero |
| Atenas             | 79-69  | Deportivo Madryn    | 11 de febrero |
| Sionista           | 81-74  | Ben Hur             | 11 de febrero |
| Estudiantes (BB)   | 107-62 | Belgrano (SN)       | 11 de febrero |
| Boca Juniors       | 95-80  | Obras Sanitarias    | 11 de febrero |

| Quilmes             | 73-65 | Atenas             | 16 de febrero |
| Deportivo Madryn    | 88-64 | Sionista           | 16 de febrero |
| Libertad            | 76-71 | Peñarol            | 16 de febrero |
| Ben Hur             | 80-66 | Estudiantes (BB)   | 16 de febrero |
| Central Entrerriano | 92-84 | Boca Juniors       | 16 de febrero |
| Gimnasia (CR)       | 83-78 | Regatas Corrientes | 16 de febrero |
| Belgrano (SN)       | 76-82 | Ciclista Juninense | 16 de febrero |
| Obras Sanitarias    | 98-91 | Quimsa             | 16 de febrero |

| Belgrano (SN)       | 66-68 | Boca Juniors       | 14 de febrero |
| Quilmes             | 94-93 | Quimsa             | 18 de febrero |
| Gimnasia (CR)       | 85-71 | Sionista           | 18 de febrero |
| Obras Sanitarias    | 93-84 | Atenas             | 18 de febrero |
| Ben Hur             | 72-77 | Peñarol            | 18 de febrero |
| Libertad            | 84-86 | Estudiantes (BB)   | 18 de febrero |
| Central Entrerriano | 91-93 | Ciclista Juninense | 18 de febrero |
| Deportivo Madryn    | 84-79 | Regatas Corrientes | 18 de febrero |

| Peñarol             | 66-76   | Deportivo Madryn | 21 de febrero |
| Estudiantes (BB)    | 77-67   | Gimnasia (CR)    | 21 de febrero |
| Boca Juniors        | 76-55   | Atenas           | 23 de febrero |
| Sionista            | 83-70   | Obras Sanitarias | 23 de febrero |
| Ciclista Juninense  | 102-112 | Quimsa           | 23 de febrero |
| Central Entrerriano | 82-88   | Ben Hur          | 23 de febrero |
| Regatas Corrientes  | 84-101  | Quilmes          | 23 de febrero |
| Belgrano (SN)       | 74-86   | Libertad         | 23 de febrero |

| Central Entrerriano | 84-69 | Libertad         | 21 de febrero |
| Sionista            | 80-81 | Quilmes          | 21 de febrero |
| Peñarol             | 83-55 | Gimnasia (CR)    | 23 de febrero |
| Estudiantes (BB)    | 95-86 | Deportivo Madryn | 23 de febrero |
| Boca Juniors        | 83-79 | Quimsa           | 25 de febrero |
| Regatas Corrientes  | 82-49 | Obras Sanitarias | 25 de febrero |
| Belgrano (SN)       | 67-64 | Ben Hur          | 25 de febrero |
| Ciclista Juninense  | 62-64 | Atenas           | 25 de febrero |

| Obras Sanitarias | 87-97 | Peñarol             | 1 de marzo |
| Quimsa           | 80-74 | Sionista            | 1 de marzo |
| Atenas           | 70-77 | Regatas Corrientes  | 1 de marzo |
| Quilmes          | 79-78 | Estudiantes (BB)    | 1 de marzo |
| Deportivo Madryn | 92-84 | Belgrano (SN)       | 1 de marzo |
| Gimnasia (CR)    | 76-84 | Central Enterrriano | 6 de marzo |
| Ben Hur          | 97-61 | Boca Juniors        | 6 de marzo |
| Libertad         | 98-67 | Ciclista Juninense  | 6 de marzo |

| Ben Hur          | 81-74  | Ciclista Juninense  | 14 de febrero |
| Quilmes          | 66-97  | Peñarol             | 27 de febrero |
| Libertad         | 86-65  | Boca Juniors        | 4 de marzo    |
| Deportivo Madryn | 90-80  | Central Entrerriano | 4 de marzo    |
| Atenas           | 90-77  | Sionista            | 4 de marzo    |
| Obras Sanitarias | 108-73 | Estudiantes (BB)    | 4 de marzo    |
| Quimsa           | 75-79  | Regatas Corrientes  | 4 de marzo    |
| Gimnasia (CR)    | 86-75  | Belgrano (SN)       | 4 de marzo    |

| Central Entrerriano | 111-100 | Quilmes            | 8 de marzo |
| Ciclista Juninense  | 86-79   | Sionista           | 8 de marzo |
| Belgrano (SN)       | 97-87   | Obras Sanitarias   | 8 de marzo |
| Peñarol             | 94-75   | Quimsa             | 8 de marzo |
| Estudiantes (BB)    | 64-74   | Atenas             | 8 de marzo |
| Ben Hur             | 75-73   | Gimnasia (CR)      | 8 de marzo |
| Boca Juniors        | 99-89   | Regatas Corrientes | 8 de marzo |
| Libertad            | 102-65  | Deportivo Madryn   | 8 de marzo |

| Estudiantes (BB)    | 77-79  | Quimsa             | 7 de marzo  |
| Peñarol             | 82-78  | Atenas             | 7 de marzo  |
| Central Entrerriano | 101-78 | Obras Sanitarias   | 11 de marzo |
| Ciclista Juninense  | 90-76  | Regatas Corrientes | 11 de marzo |
| Boca Juniors        | 75-82  | Sionista           | 11 de marzo |
| Ben Hur             | 81-67  | Deportivo Madryn   | 11 de marzo |
| Belgrano (SN)       | 104-97 | Quilmes            | 11 de marzo |
| Libertad            | 78-62  | Gimnasia (CR)      | 11 de marzo |

| Sionista           | 74-69   | Peñarol             | 15 de marzo |
| Quilmes            | 91-83   | Ben Hur             | 16 de marzo |
| Atenas             | 86-78   | Central Entrerriano | 16 de marzo |
| Deportivo madryn   | 74-63   | Ciclista Juninense  | 16 de marzo |
| Quimsa             | 116-104 | Belgrano (SN)       | 16 de marzo |
| Regatas Corrientes | 82-73   | Estudiantes (BB)    | 16 de marzo |
| Obras Sanitarias   | 93-98   | Libertad            | 16 de marzo |
| Gimnasia (CR)      | 62-66   | Boca Juniors        | 16 de marzo |

| Deportivo Madryn   | 80-91  | Boca Juniors        | 13 de marzo |
| Obras Sanitarias   | 89-77  | Ben Hur             | 18 de marzo |
| Quimsa             | 95-103 | Central Entrerriano | 18 de marzo |
| Gimnasia (CR)      | 77-89  | Ciclista Juninense  | 18 de marzo |
| Atenas             | 95-61  | Belgrano (SN)       | 18 de marzo |
| Sionista           | 91-94  | Estudiantes (BB)    | 18 de marzo |
| Quilmes            | 75-67  | Libertad            | 18 de marzo |
| Regatas Corrientes | 87-78  | Peñarol             | 18 de marzo |

| Ciclista Juninense | 97-77  | Boca Juniors        | 20 de marzo |
| Peñarol            | 78-64  | Estudiantes (BB)    | 23 de marzo |
| Deportivo Madryn   | 88-82  | Gimnasia (CR)       | 23 de marzo |
| Quimsa             | 89-73  | Atenas              | 23 de marzo |
| Libertad           | 79-74  | Ben Hur             | 23 de marzo |
| Sionista           | 77-78  | Regatas Corrientes  | 23 de marzo |
| Obras Sanitarias   | 96-73  | Quilmes             | 23 de marzo |
| Belgrano (SN)      | 74-103 | Central Entrerriano | 23 de marzo |

| Quilmes             | 72-73  | Obras Sanitarias   | 25 de marzo |
| Atenas              | 81-92  | Quimsa             | 25 de marzo |
| Gimnasia (CR)       | 79-86  | Deportivo Madryn   | 25 de marzo |
| Ben Hur             | 72-80  | Libertad           | 25 de marzo |
| Estudiantes (BB)    | 86-79  | Peñarol            | 25 de marzo |
| Regatas Corrientes  | 85-81  | Sionista           | 25 de marzo |
| Boca Juniors        | 100-86 | Ciclista Juninense | 25 de marzo |
| Central Entrerriano | 101-70 | Belgrano (SN)      | 25 de marzo |

## Tercera fase, play-offs
|  | Reclasificación | Reclasificación    | Reclasificación |                    |   | Cuartos de final | Cuartos de final | Cuartos de final |  |     | Semifinales | Semifinales | Semifinales |  |     | Final   | Final | Final |  |
|  |                 |                    |                 |                    |   |                  |                  |                  |  |     |             |             |             |  |     |         |       |       |  |
|  |                 |                    |                 |                    |   |                  |                  |                  |  |     |             |             |             |  |     |         |       |       |  |
|  |                 |                    |                 |                    |   |                  |                  |                  |  |     |             |             |             |  |     |         |       |       |  |
|  |                 |                    |                 |                    |   |                  |                  |                  |  |     |             |             |             |  |     |         |       |       |  |
|  |                 |                    |                 |                    |   |                  |                  |                  |  |     |             |             |             |  |     |         |       |       |  |
|  |                 | 1.º                | Peñarol         | 3                  |   |                  |                  |                  |  |     |             |             |             |  |     |         |       |       |  |
|  |                 |                    |                 | 3                  |   |                  |                  |                  |  |     |             |             |             |  |     |         |       |       |  |
|  |                 |                    | 11.º            | Atenas             | 0 |                  |                  |                  |  |     |             |             |             |  |     |         |       |       |  |
|  | 6.º             | Quimsa             | 11.º            | Atenas             | 0 | 1                |                  |                  |  |     |             |             |             |  |     |         |       |       |  |
|  | 6.º             | Quimsa             |                 |                    |   |                  |                  |                  |  |     |             |             |             |  |     |         |       |       |  |
|  | 11.º            | Atenas             | 3               |                    |   |                  |                  |                  |  |     |             |             |             |  |     |         |       |       |  |
|  | 11.º            | Atenas             | 3               |                    |   |                  |                  |                  |  | 1.º | Peñarol     | 3           |             |  |     |         |       |       |  |
|  |                 |                    |                 |                    |   |                  |                  |                  |  | 1.º | Peñarol     | 3           |             |  |     |         |       |       |  |
|  |                 |                    | 5.º             | Regatas Corrientes | 1 |                  |                  |                  |  |     |             |             |             |  |     |         |       |       |  |
|  |                 |                    | 5.º             | Regatas Corrientes | 1 |                  |                  |                  |  |     |             |             |             |  |     |         |       |       |  |
|  |                 |                    |                 |                    |   |                  |                  |                  |  |     |             |             |             |  |     |         |       |       |  |
|  |                 |                    |                 |                    |   |                  |                  |                  |  |     |             |             |             |  |     |         |       |       |  |
|  |                 | 4.º                | Quilmes         | 1                  |   |                  |                  |                  |  |     |             |             |             |  |     |         |       |       |  |
|  |                 |                    |                 | 1                  |   |                  |                  |                  |  |     |             |             |             |  |     |         |       |       |  |
|  |                 |                    | 5.º             | Regatas Corrientes | 3 |                  |                  |                  |  |     |             |             |             |  |     |         |       |       |  |
|  | 5.º             | Regatas Corrientes | 5.º             | Regatas Corrientes | 3 | 3                |                  |                  |  |     |             |             |             |  |     |         |       |       |  |
|  | 5.º             | Regatas Corrientes |                 |                    |   |                  |                  |                  |  |     |             |             |             |  |     |         |       |       |  |
|  | 12.º            | Gimnasia (CR)      | 2               |                    |   |                  |                  |                  |  |     |             |             |             |  |     |         |       |       |  |
|  | 12.º            | Gimnasia (CR)      | 2               |                    |   |                  |                  |                  |  |     |             |             |             |  | 1.º | Peñarol | 2     |       |  |
|  |                 |                    |                 |                    |   |                  |                  |                  |  |     |             |             |             |  | 1.º | Peñarol | 2     |       |  |
|  |                 |                    | 3.º             | Boca Juniors       | 4 |                  |                  |                  |  |     |             |             |             |  |     |         |       |       |  |
|  |                 |                    | 3.º             | Boca Juniors       | 4 |                  |                  |                  |  |     |             |             |             |  |     |         |       |       |  |
|  |                 |                    |                 |                    |   |                  |                  |                  |  |     |             |             |             |  |     |         |       |       |  |
|  |                 |                    |                 |                    |   |                  |                  |                  |  |     |             |             |             |  |     |         |       |       |  |
|  |                 | 2.º                | Libertad        | 3                  |   |                  |                  |                  |  |     |             |             |             |  |     |         |       |       |  |
|  |                 |                    |                 | 3                  |   |                  |                  |                  |  |     |             |             |             |  |     |         |       |       |  |
|  |                 |                    | 8.º             | Deportivo Madryn   | 0 |                  |                  |                  |  |     |             |             |             |  |     |         |       |       |  |
|  | 8.º             | Deportivo Madryn   | 8.º             | Deportivo Madryn   | 0 | 3                |                  |                  |  |     |             |             |             |  |     |         |       |       |  |
|  | 8.º             | Deportivo Madryn   |                 |                    |   |                  |                  |                  |  |     |             |             |             |  |     |         |       |       |  |
|  | 9.º             | Sionista           | 2               |                    |   |                  |                  |                  |  |     |             |             |             |  |     |         |       |       |  |
|  | 9.º             | Sionista           | 2               |                    |   |                  |                  |                  |  | 2.º | Libertad    | 2           |             |  |     |         |       |       |  |
|  |                 |                    |                 |                    |   |                  |                  |                  |  | 2.º | Libertad    | 2           |             |  |     |         |       |       |  |
|  |                 |                    | 3.º             | Boca Juniors       | 3 |                  |                  |                  |  |     |             |             |             |  |     |         |       |       |  |
|  |                 |                    | 3.º             | Boca Juniors       | 3 |                  |                  |                  |  |     |             |             |             |  |     |         |       |       |  |
|  |                 |                    |                 |                    |   |                  |                  |                  |  |     |             |             |             |  |     |         |       |       |  |
|  |                 |                    |                 |                    |   |                  |                  |                  |  |     |             |             |             |  |     |         |       |       |  |
|  |                 | 3.º                | Boca Juniors    | 3                  |   |                  |                  |                  |  |     |             |             |             |  |     |         |       |       |  |
|  |                 |                    |                 | 3                  |   |                  |                  |                  |  |     |             |             |             |  |     |         |       |       |  |
|  |                 |                    | 7.º             | Ben Hur            | 2 |                  |                  |                  |  |     |             |             |             |  |     |         |       |       |  |
|  | 7.º             | Ben Hur            | 7.º             | Ben Hur            | 2 | 3                |                  |                  |  |     |             |             |             |  |     |         |       |       |  |
|  | 7.º             | Ben Hur            |                 |                    |   |                  |                  |                  |  |     |             |             |             |  |     |         |       |       |  |
|  | 10.º            | Estudiantes (BB)   | 1               |                    |   |                  |                  |                  |  |     |             |             |             |  |     |         |       |       |  |
|  | 10.º            | Estudiantes (BB)   | 1               |                    |   |                  |                  |                  |  |     |             |             |             |  |     |         |       |       |  |
|  |                 |                    |                 |                    |   |                  |                  |                  |  |     |             |             |             |  |     |         |       |       |  |

El resultado que figura en cada serie es la suma de los partidos ganados por cada equipo.
El equipo que figura primero en cada llave es el que obtuvo la ventaja de localía.

### Reclasificación
Regatas Corrientes - Gimnasia y Esgrima (Comodoro Rivadavia)
| 30 de marzo | Regatas Corrientes                    | 74–68       | Gimnasia (CR)               | Corrientes                                                                   |  |  |
|             | Parciales: 22-19, 18-12, 21-24, 14-13 |             |                             |                                                                              |  |  |
|             | Estadísticas Diego García 19          | Reporte Pts | Estadísticas 16 Pablo Moldú | Pabellón: Estadio de los Sueños Árbitros: * Alejandro Chiti * Javier Mendoza |  |  |
| Serie: 1-0  |                                       |             |                             |                                                                              |  |  |
|             |                                       |             |                             |                                                                              |  |  |

| 1 de abril | Regatas Corrientes                    | 92–94       | Gimnasia (CR)               | Corrientes                                                                   |  |  |
|            | Parciales: 20-24, 30-22, 23-21, 19-27 |             |                             |                                                                              |  |  |
|            | Estadísticas Diego García 23          | Reporte Pts | Estadísticas 27 Pablo Moldú | Pabellón: Estadio de los Sueños Árbitros: * Alejandro Ramallo * Jorge Chávez |  |  |
| Serie: 1-1 |                                       |             |                             |                                                                              |  |  |
|            |                                       |             |                             |                                                                              |  |  |

| 8 de abril | Gimnasia (CR)                                      | 84–90       | Regatas Corrientes               | Comodoro Rivadavia                                                             |  |  |
|            | Parciales: 21-18, 14-23, 22-15, 20-21 (T.E.: 7-13) |             |                                  |                                                                                |  |  |
|            | Estadísticas Leandro Masieri 31                    | Reporte Pts | Estadísticas 24 Sebastián Acosta | Pabellón: Estadio Socios Fundadores Árbitros: * Digo Rougier * Sergio Tarifeño |  |  |
| Serie: 1-2 |                                                    |             |                                  |                                                                                |  |  |
|            |                                                    |             |                                  |                                                                                |  |  |

| 10 de abril | Gimnasia (CR)                         | 89–79       | Regatas Corrientes              | Comodoro Rivadavia                                                                                     |  |  |
|             | Parciales: 29-12, 17-16, 18-22, 25-29 |             |                                 | |  |  |
|             | Estadísticas Pablo Moldú 38           | Reporte Pts | Estadísticas 17 Hernando Salles | Pabellón: Estadio Socios Fundadores Árbitros: * Osvaldo Bautista * Oscar Brítez Televisión: TyC Sports |  |  |
| Serie: 2-2  |                                       |             |                                 | |  |  |
|             |                                       |             |                                 | |  |  |

| 12 de abril | Regatas Corrientes                    | 84–72       | Gimnasia (CR)                 | Corrientes                                                                 |  |  |
|             | Parciales: 18-21, 27-16, 23-13, 16-22 |             |                               |                                                                            |  |  |
|             | Estadísticas Sebastián Acosta 26      | Reporte Pts | Estadísticas 34 Gabriel Cocha | Pabellón: Estadio de los Sueños Árbitros: * Pablo Estévez * Juan Fernández |  |  |
| Serie: 3-2  |                                       |             |                               |                                                                            |  |  |
|             |                                       |             |                               |                                                                            |  |  |

Quimsa - Atenas
| 28 de marzo | Quimsa                                | 86–71       | Atenas                                         | Santiago del Estero                                                                         |  |  |
|             | Parciales: 15-17, 28-16, 24-16, 28-22 |             |                                                |                                                                                             |  |  |
|             | Estadísticas Julio Mázzaro 34         | Reporte Pts | Estadísticas 18 Bruno Lábaque y Marcus Fleming | Pabellón: Estadio Ciudad Árbitros: * Fernando Sampietro * Mario Aluz Televisión: TyC Sports |  |  |
| Serie: 1-0  |                                       |             |                                                |                                                                                             |  |  |
|             |                                       |             |                                                |                                                                                             |  |  |

| 30 de marzo | Quimsa                                | 84–86       | Atenas                          | Santiago del Estero                                                   |  |  |
|             | Parciales: 26-15, 21-20, 15-29, 22-22 |             |                                 |                                                                       |  |  |
|             | Estadísticas Julio Mázzaro 33         | Reporte Pts | Estadísticas 17 Fernando Malara | Pabellón: Estadio Ciudad Árbitros: * Pablo Estévez * Sergio Cameronez |  |  |
| Serie: 1-1  |                                       |             |                                 |                                                                       |  |  |
|             |                                       |             |                                 |                                                                       |  |  |

| 4 de abril | Atenas                                | 81–76       | Quimsa                      | Córdoba                                                                               |  |  |
|            | Parciales: 24-17, 13-23, 20-15, 24-21 |             |                             |                                                                                       |  |  |
|            | Estadísticas Bruno Lábaque 22         | Reporte Pts | Estadísticas 19 Erron Maxey | Pabellón: Polideportivo Carlos Cerutti Árbitros: * Alejandro Chiti * Leonardo Mendoza |  |  |
| Serie: 2-1 |                                       |             |                             |                                                                                       |  |  |
|            |                                       |             |                             |                                                                                       |  |  |

| 6 de abril | Atenas                                | 85–84       | Quimsa                           | Córdoba                                                                            |  |  |
|            | Parciales: 30-19, 20-20, 19-28, 16-17 |             |                                  |                                                                                    |  |  |
|            | Estadísticas Terrell Taylor 24        | Reporte Pts | Estadísticas 27 Terrence Shannon | Pabellón: Polideportivo Carlos Cerutti Árbitros: * Daniel Rodrigo * Juan Fernández |  |  |
| Serie: 3-1 |                                       |             |                                  |                                                                                    |  |  |
|            |                                       |             |                                  |                                                                                    |  |  |

Ben Hur - Estudiantes (Bahía Blanca)
| 30 de marzo | Ben Hur                               | 89–65       | Estudiantes (BB)              | Rafaela                                                                 |  |  |
|             | Parciales: 29-13, 18-18, 17-16, 25-18 |             |                               |                                                                         |  |  |
|             | Estadísticas William McFarlan 22      | Reporte Pts | Estadísticas 15 Mariano Pizzo | Pabellón: Coliseo del Sur Árbitros: * Osvaldo Bautista * Juan Fernández |  |  |
| Serie: 1-0  |                                       |             |                               |                                                                         |  |  |
|             |                                       |             |                               |                                                                         |  |  |

| 1 de abril | Ben Hur                               | 94–68       | Estudiantes (BB)            | Rafaela                                                               |  |  |
|            | Parciales: 27-21, 21-12, 24-17, 22-18 |             |                             |                                                                       |  |  |
|            | Estadísticas William Mc Farlan 19     | Reporte Pts | Estadísticas 22 Jamaal Levy | Pabellón: Coliseo del Sur Árbitros: * Marcelo Latorre * Fabricio Vito |  |  |
| Serie: 2-0 |                                       |             |                             |                                                                       |  |  |
|            |                                       |             |                             |                                                                       |  |  |

| 8 de abril | Estudiantes (BB)                      | 89–78       | Ben Hur                           | Bahía Blanca                                                              |  |  |
|            | Parciales: 30-19, 22-21, 17-15, 20-23 |             |                                   |                                                                           |  |  |
|            | Estadísticas Mariano Franco 29        | Reporte Pts | Estadísticas 25 Damián Tintorelli | Pabellón: Estadio Osvaldo Casanova Árbitros: * Roberto Smith * Mario Aluz |  |  |
| Serie: 1-2 |                                       |             |                                   |                                                                           |  |  |
|            |                                       |             |                                   |                                                                           |  |  |

| 10 de abril | Estudiantes (BB)                      | 88–92       | Ben Hur                           | Bahía Blanca                                                                   |  |  |
|             | Parciales: 23-22, 22-17, 18-18, 25-35 |             |                                   |                                                                                |  |  |
|             | Estadísticas Fernando Titarelli 23    | Reporte Pts | Estadísticas 20 William Mc Farlan | Pabellón: Estadio Osvaldo Casanova Árbitros: * Fernando Sampietro * Raúl Imosi |  |  |
| Serie: 1-3  |                                       |             |                                   |                                                                                |  |  |
|             |                                       |             |                                   |                                                                                |  |  |

Deportivo Madryn - Sionista
| 30 de marzo | Deportivo Madryn                      | 106–92      | Sionista                        | Puerto Madryn                                                               |  |  |
|             | Parciales: 32-25, 26-22, 24-18, 24-27 |             |                                 |                                                                             |  |  |
|             | Estadísticas Ryan Carroll 35          | Reporte Pts | Estadísticas 18 William Sanders | Pabellón: Nuevo Palacio Aurinegro Árbitros: * Daniel Rodrigo * Oscar Brítez |  |  |
| Serie: 1-0  |                                       |             |                                 |                                                                             |  |  |
|             |                                       |             |                                 |                                                                             |  |  |

| 1 de abril | Deportivo Madryn                      | 81–87       | Sionista                         | Puerto Madryn                                                                  |  |  |
|            | Parciales: 12-20, 23-21, 22-19, 24-27 |             |                                  |                                                                                |  |  |
|            | Estadísticas Jonatan Treise 28        | Reporte Pts | Estadísticas 21 Michael Robinson | Pabellón: Nuevo Palacio Aurinegro Árbitros: * Diego Rougier * Oscar Martinetto |  |  |
| Serie: 1-1 |                                       |             |                                  |                                                                                |  |  |
|            |                                       |             |                                  |                                                                                |  |  |

| 4 de abril | Sionista                              | 80–82       | Deportivo Madryn                 | Paraná |  |  |
|            | Parciales: 25-23, 15-16, 21-27, 19-16 |             |                                  | |  |  |
|            | Estadísticas Williams Sanders 17      | Reporte Pts | Estadísticas 21 Alejandro Burgos | Pabellón: Centro Juventud Sionista Árbitros: * Roberto Settembrini * Fabricio Vito Televisión: TyC Sports |  |  |
| Serie: 1-2 |                                       |             |                                  | |  |  |
|            |                                       |             |                                  | |  |  |

| 6 de abril | Sionista                              | 91–81       | Deportivo Madryn             | Paraná                                                                      |  |  |
|            | Parciales: 28-23, 16-22, 22-14, 25-22 |             |                              |                                                                             |  |  |
|            | Estadísticas Michael Robinson 33      | Reporte Pts | Estadísticas 19 Ryan Carroll | Pabellón: Centro Juventud Sionista Árbitros: * Pablo Estévez * Jorge Chávez |  |  |
| Serie: 2-2 |                                       |             |                              |                                                                             |  |  |
|            |                                       |             |                              |                                                                             |  |  |

| 9 de abril | Deportivo Madryn                                  | 90–84       | Sionista                                        | Puerto Madryn                                                                   |  |  |
|            | Parciales: 26-24, 23-26, 12-10, 29-24             |             |                                                 |                                                                                 |  |  |
|            | Estadísticas Ryan Carroll y Maximiliano Maciel 19 | Reporte Pts | Estadísticas 18 Pedro Franco y Michael Robinson | Pabellón: Nuevo Palacio Aurinegro Árbitros: * Alejandro Chiti * Sergio Tarifeño |  |  |
| Serie: 3-2 |                                                   |             |                                                 |                                                                                 |  |  |
|            |                                                   |             |                                                 |                                                                                 |  |  |

### Cuartos de final
Peñarol - Atenas
| 14 de abril | Peñarol                               | 86–76       | Atenas                        | Mar del Plata                                                                   |  |  |
|             | Parciales: 22-21, 20-16, 21-13, 25-26 |             |                               |                                                                                 |  |  |
|             | Estadísticas Josh Pittman 23          | Reporte Pts | Estadísticas 18 Terrel Taylor | Pabellón: Polideportivo Panamericano Árbitros: * Alejandro Ramallo * Raúl Imosi |  |  |
| Serie: 1-0  |                                       |             |                               |                                                                                 |  |  |
|             |                                       |             |                               |                                                                                 |  |  |

| 16 de abril | Peñarol                               | 67–65       | Atenas                          | Mar del Plata                                                                 |  |  |
|             | Parciales: 10-25, 16-16, 24-11, 17-13 |             |                                 |                                                                               |  |  |
|             | Estadísticas Josh Pittman 21          | Reporte Pts | Estadísticas 17 Fernando Malara | Pabellón: Polideportivo Panamericano Árbitros: * Diego Rougier * Jorge Chávez |  |  |
| Serie: 2-0  |                                       |             |                                 |                                                                               |  |  |
|             |                                       |             |                                 |                                                                               |  |  |

| 20 de abril | Atenas                                | 77–84       | Peñarol                       | Córdoba                                                                         |  |  |
|             | Parciales: 15-21, 17-19, 22-21, 23-23 |             |                               |                                                                                 |  |  |
|             | Estadísticas Terrell Taylor 19        | Reporte Pts | Estadísticas 20 Jason Osborne | Pabellón: Polideportivo Carlos Cerutti Árbitros: * Pablo Estévez * Oscar Brítez |  |  |
| Serie: 0-3  |                                       |             |                               |                                                                                 |  |  |
|             |                                       |             |                               |                                                                                 |  |  |

Libertad - Deportivo Madryn
| 15 de abril | Libertad                             | 90–80       | Deportivo Madryn                   | Sunchales                                                                  |  |  |
|             | Parciales: 23-17, 22-8, 24-28, 21-27 |             |                                    |                                                                            |  |  |
|             | Estadísticas Cleotis Brown 24        | Reporte Pts | Estadísticas 18 Maximiliano Maciel | Pabellón: El Hogar de los Tigres Árbitros: * Osvaldo Bautista * Mario Aluz |  |  |
| Serie: 1-0  |                                      |             |                                    |                                                                            |  |  |
|             |                                      |             |                                    |                                                                            |  |  |

| 17 de abril | Libertad                              | 90–77       | Deportivo Madryn                                 | Sunchales                                                                                              |  |  |
|             | Parciales: 24-23, 23-18, 20-13, 23-23 |             |                                                  | |  |  |
|             | Estadísticas Cleotis Brown 25         | Reporte Pts | Estadísticas 13 Kwan Johnson 13 Alejandro Burgos | Pabellón: El Hogar de los Tigres Árbitros: * Marcelo Latorre * Leonardo Mendoza Televisión: TyC Sports |  |  |
| Serie: 2-0  |                                       |             |                                                  | |  |  |
|             |                                       |             |                                                  | |  |  |

| 20 de abril | Deportivo Madryn                      | 71–73       | Libertad                      | Puerto Madryn                                                                |  |  |
|             | Parciales: 17-14, 20-19, 20-21, 14-19 |             |                               |                                                                              |  |  |
|             | Estadísticas Kwan Johnson 23          | Reporte Pts | Estadísticas 30 Cleotis Brown | Pabellón: Nuevo Palacio Aurinegro Árbitros: * Roberto Smith * Juan Fernández |  |  |
| Serie: 0-3  |                                       |             |                               |                                                                              |  |  |
|             |                                       |             |                               |                                                                              |  |  |

Boca Juniors - Ben Hur
| 15 de abril | Boca Juniors                          | 68–90       | Ben Hur                          | Buenos Aires                                                                 |  |  |
|             | Parciales: 15-25, 17-25, 14-22, 22-18 |             |                                  |                                                                              |  |  |
|             | Estadísticas Gustavo Oroná 20         | Reporte Pts | Estadísticas 22 William McFarlan | Pabellón: Microestadio Luis Conde Árbitros: * Alejandro Chiti * Oscar Brítez |  |  |
| Serie: 0-1  |                                       |             |                                  |                                                                              |  |  |
|             |                                       |             |                                  |                                                                              |  |  |

| 17 de abril | Boca Juniors                          | 76–79       | Ben Hur                           | Buenos Aires                                                                   |  |  |
|             | Parciales: 25-16, 18-31, 23-13, 10-19 |             |                                   |                                                                                |  |  |
|             | Estadísticas Lázaro Borrell 32        | Reporte Pts | Estadísticas 25 Damián Tintorelli | Pabellón: Microestadio Luis Conde Árbitros: * Pablo Estévez * Oscar Martinetto |  |  |
| Serie: 0-2  |                                       |             |                                   |                                                                                |  |  |
|             |                                       |             |                                   |                                                                                |  |  |

| 20 de abril | Ben Hur                               | 72–75       | Boca Juniors                   | Rafaela                                                                   |  |  |
|             | Parciales: 18-20, 19-12, 16-19, 19-24 |             |                                |                                                                           |  |  |
|             | Estadísticas Eduardo Calvelli 18      | Reporte Pts | Estadísticas 18 Lázaro Borrell | Pabellón: El Coliseo del Sur Árbitros: * Daniel Rodrigo * Sergio Tarifeño |  |  |
| Serie: 2-1  |                                       |             |                                |                                                                           |  |  |
|             |                                       |             |                                |                                                                           |  |  |

| 22 de abril | Ben Hur                               | 66–85       | Boca Juniors                                        | Rafaela                                                                    |  |  |
|             | Parciales: 20-23, 14-28, 12-17, 20-17 |             |                                                     |                                                                            |  |  |
|             | Estadísticas William McFarlan 22      | Reporte Pts | Estadísticas 18 Gustavo Oroná 18 Leonardo Gutiérrez | Pabellón: El Coliseo del Sur Árbitros: * Fernando Sampietro * Jorge Chávez |  |  |
| Serie: 2-2  |                                       |             |                                                     |                                                                            |  |  |
|             |                                       |             |                                                     |                                                                            |  |  |

| 25 de abril | Boca Juniors                          | 82–75       | Ben Hur                                           | Buenos Aires                                                                                        |  |  |
|             | Parciales: 23-18, 19-13, 21-19, 19-25 |             |                                                   | |  |  |
|             | Estadísticas Leonardo Gutiérrez 23    | Reporte Pts | Estadísticas 15 Terrence Hill 15 William McFarlan | Pabellón: Microestadio Luis Conde Árbitros: * Diego Rougier * Juan Fernández Televisión: TyC Sports |  |  |
| Serie: 3-2  |                                       |             |                                                   | |  |  |
|             |                                       |             |                                                   | |  |  |

Quilmes - Regatas Corrientes
| 15 de abril | Quilmes                               | 72–80       | Regatas Corrientes             | Mar del Plata                                                               |  |  |
|             | Parciales: 17-24, 17-18, 16-21, 22-17 |             |                                |                                                                             |  |  |
|             | Estadísticas Clarence Robinson 25     | Reporte Pts | Estadísticas 20 Dionisio Gómez | Pabellón: Estadio Once Unidos Árbitros: * Daniel Rodrigo * Sergio Cameronez |  |  |
| Serie: 0-1  |                                       |             |                                |                                                                             |  |  |
|             |                                       |             |                                |                                                                             |  |  |

| 17 de abril | Quilmes                               | 90–85       | Regatas Corrientes               | Mar del Plata                                                                |  |  |
|             | Parciales: 16-20, 24-25, 26-14, 24-26 |             |                                  |                                                                              |  |  |
|             | Estadísticas Esteban de la Fuente 27  | Reporte Pts | Estadísticas 18 Sebastián Acosta | Pabellón: Estadio Once Unidos Árbitros: * Fernando Sampietro * Fabricio Vito |  |  |
| Serie: 1-1  |                                       |             |                                  |                                                                              |  |  |
|             |                                       |             |                                  |                                                                              |  |  |

| 20 de abril | Regatas Corrientes                    | 96–62       | Quilmes                            | Corrientes                                                                             |  |  |
|             | Parciales: 28-16, 29-18, 25-15, 14-13 |             |                                    |                                                                                        |  |  |
|             | Estadísticas Sebastián Acosta 23      | Reporte Pts | Estadísticas 15 Sebastián Ginóbili | Pabellón: Estadio José Jorge Contte Árbitros: * Roberto Settembrini * Oscar Martinetto |  |  |
| Serie: 2-1  |                                       |             |                                    |                                                                                        |  |  |
|             |                                       |             |                                    |                                                                                        |  |  |

| 22 de abril | Regatas Corrientes                                  | 98–95       | Quilmes                                             | Corrientes                                        |  |  |
|             | Parciales: 20-27, 24-22, 20-12, 18-21 (T.E.: 16-13) |             |                                                     |                                                   |  |  |
|             | Estadísticas Sebastián Acosta 33                    | Reporte Pts | Estadísticas 21 Ramzee Stanton 21 Clarence Robinson | Pabellón: Estadio José Jorge Contte Árbitros: * * |  |  |
| Serie: 3-1  |                                                     |             |                                                     |                                                   |  |  |
|             |                                                     |             |                                                     |                                                   |  |  |

### Semifinales
Peñarol - Regatas Corrientes
| 30 de abril | Peñarol                               | 78–72       | Regatas Corrientes             | Mar del Plata                                                                                       |  |  |
|             | Parciales: 20-23, 17-21, 21-15, 20-15 |             |                                | |  |  |
|             | Estadísticas Jason Osborne 21         | Reporte Pts | Estadísticas 21 Román González | Pabellón: Polideportivo Islas Malvinas Árbitros: * Daniel Rodrigo * Roberto Smith * Sergio Tarifeño |  |  |
| Serie: 1-0  |                                       |             |                                | |  |  |
|             |                                       |             |                                | |  |  |

| 2 de mayo  | Peñarol                               | 82–79       | Regatas Corrientes             | Mar del Plata                                                                                     |  |  |
|            | Parciales: 21-21, 17-16, 25-19, 19-23 |             |                                |                                                                                                   |  |  |
|            | Estadísticas Joshua Pittman 22        | Reporte Pts | Estadísticas 23 Román González | Pabellón: Polideportivo Islas Malvinas Árbitros: * Pablo Estévez * Diego Rougier * Juan Fernández |  |  |
| Serie: 2-0 |                                       |             |                                |                                                                                                   |  |  |
|            |                                       |             |                                |                                                                                                   |  |  |

| 9 de mayo  | Regatas Corrientes                    | 90–83       | Peñarol                         | Corrientes                                                                                            |  |  |
|            | Parciales: 26-19, 19-19, 25-20, 20-25 |             |                                 | |  |  |
|            | Estadísticas Sebastián Acosta 22      | Reporte Pts | Estadísticas 18 Gabriel Mikulas | Pabellón: Estadio José Jorge Contte Árbitros: * Alejandro Chitti * Francisco Sampietro * Oscar Britez |  |  |
| Serie: 1-2 |                                       |             |                                 | |  |  |
|            |                                       |             |                                 | |  |  |

| 11 de mayo | Regatas Corrientes                    | 80–99       | Peñarol                      | Corrientes                                                                                           |  |  |
|            | Parciales: 21-29, 21-17, 18-16, 20-27 |             |                              | |  |  |
|            | Estadísticas Román González 23        | Reporte Pts | Estadísticas 19 Josh Pittman | Pabellón: Estadio José Jorge Contte Árbitros: * Alejandro Ramallo * Osvaldo Bautista * Fabricio Vito |  |  |
| Serie: 1-3 |                                       |             |                              | |  |  |
|            |                                       |             |                              | |  |  |

Libertad - Boca Juniors
| 29 de abril | Libertad                              | 91–67       | Boca Juniors                       | Sunchales |  |  |
|             | Parciales: 29-17, 24-21, 17-15, 21-14 |             |                                    | |  |  |
|             | Estadísticas Cleotis Brown 35         | Reporte Pts | Estadísticas 20 Leonardo Gutiérrez | Pabellón: El Hogar de los Tigres Árbitros: * Alejandro Ramallo * Osvaldo Bautista * Fabricio Vito Televisión: TyC Sports/TyC Max |  |  |
| Serie: 1-0  |                                       |             |                                    | |  |  |
|             |                                       |             |                                    | |  |  |

| 6 de mayo  | Libertad                              | 90–83       | Boca Juniors                  | Sunchales |  |  |
|            | Parciales: 25-19, 19-23, 28-14, 18-17 |             |                               | |  |  |
|            | Estadísticas Martín Müller 23         | Reporte Pts | Estadísticas 24 Gustavo Oroná | Pabellón: El Hogar de los Tigres Árbitros: * Alejandro Chiti * Fernando Sampietro * Mario Aluz Televisión: TyC Max |  |  |
| Serie: 2-0 |                                       |             |                               | |  |  |
|            |                                       |             |                               | |  |  |

| 11 de mayo | Boca Juniors                          | 91–68       | Libertad                      | Buenos Aires                                                                               |  |  |
|            | Parciales: 13-25, 27-12, 30-15, 21-16 |             |                               |                                                                                            |  |  |
|            | Estadísticas Luis Cequeira 22         | Reporte Pts | Estadísticas 17 Robert Battle | Pabellón: Microestadio Luis Conde Árbitros: * Pablo Estévez * Roberto Smith * Jorge Chávez |  |  |
| Serie: 1-2 |                                       |             |                               |                                                                                            |  |  |
|            |                                       |             |                               |                                                                                            |  |  |

| 13 de mayo | Boca Juniors                          | 75–63       | Libertad                      | Buenos Aires                                                                                   |  |  |
|            | Parciales: 20-19, 18-16, 14-14, 23-14 |             |                               |                                                                                                |  |  |
|            | Estadísticas Martín Leiva 18          | Reporte Pts | Estadísticas 18 Robert Battle | Pabellón: Microestadio Luis Conde Árbitros: * Daniel Rodrigo * Diego Rougier * Sergio Tarifeño |  |  |
| Serie: 2-2 |                                       |             |                               |                                                                                                |  |  |
|            |                                       |             |                               |                                                                                                |  |  |

| 16 de mayo | Libertad                              | 68–70       | Boca Juniors                   | Sunchales |  |  |
|            | Parciales: 22-14, 19-18, 14-17, 13-21 |             |                                | |  |  |
|            | Estadísticas Leopoldo Ruiz Moreno 18  | Reporte Pts | Estadísticas 21 Lázaro Borrell | Pabellón: El Hogar de los Tigres Árbitros: * Alejandro Chiti * Fernando Sampietro * Juan Fernández Televisión: TyC Sports |  |  |
| Serie: 2-3 |                                       |             |                                | |  |  |
|            |                                       |             |                                | |  |  |

### Final
Peñarol - Boca Juniors
| 18 de mayo | Peñarol                               | 57–61       | Boca Juniors                       | Mar del Plata |  |  |
|            | Parciales: 13-16, 12-11, 19-18, 13-16 |             |                                    | |  |  |
|            | Estadísticas Juan Manuel Locatelli 12 | Reporte Pts | Estadísticas 16 Leonardo Gutiérrez | Pabellón: Polideportivo Islas Malvinas Árbitros: * Pablo Estévez * Alejandro Ramallo * Sergio Tarifeño Televisión: TyC Sports |  |  |
| Serie: 0-1 |                                       |             |                                    | |  |  |
|            |                                       |             |                                    | |  |  |

| 20 de mayo | Peñarol                               | 77–75       | Boca Juniors                       | Mar del Plata |  |  |
|            | Parciales: 23-17, 18-20, 14-19, 22-19 |             |                                    | |  |  |
|            | Estadísticas Pablo Rodríguez 21       | Reporte Pts | Estadísticas 23 Leonardo Gutiérrez | Pabellón: Polideportivo Islas Malvinas Árbitros: * Alejandro Chiti * Diego Rougier * Roberto Smith Televisión: TyC Sports |  |  |
| Serie: 1-1 |                                       |             |                                    | |  |  |
|            |                                       |             |                                    | |  |  |

| 23 de mayo | Boca Juniors                          | 57–58       | Peñarol                         | Buenos Aires |  |  |
|            | Parciales: 11-17, 20-16, 13-10, 13-15 |             |                                 | |  |  |
|            | Estadísticas Lázaro Borrell 16        | Reporte Pts | Estadísticas 23 Gabriel Mikulas | Pabellón: Microestadio Luis Conde Árbitros: * Daniel Rodrigo * Fernando Sampietro * Juan Fernández Televisión: TyC Sports |  |  |
| Serie: 1-2 |                                       |             |                                 | |  |  |
|            |                                       |             |                                 | |  |  |

| 25 de mayo | Boca Juniors                          | 77–74       | Peñarol                                   | Buenos Aires |  |  |
|            | Parciales: 24-18, 14-22, 21-11, 18-21 |             |                                           | |  |  |
|            | Estadísticas Leonardo Gutiérrez 15    | Reporte Pts | Estadísticas 18 Pablo Sebastián Rodríguez | Pabellón: Microestadio Luis Conde Árbitros: * Pablo Estévez * Diego Rougier * Alejandro Ramallo Televisión: TyC Sports |  |  |
| Serie: 2-2 |                                       |             |                                           | |  |  |
|            |                                       |             |                                           | |  |  |

| 27 de mayo | Peñarol                              | 58–66       | Boca Juniors                        | Mar del Plata |  |  |
|            | Parciales: 12-17, 18-16, 12-8, 16-25 |             |                                     | |  |  |
|            | Estadísticas Joshua Pittman 18       | Reporte Pts | Estadísticas 17 Raymundo Legaria 17 | Pabellón: Polideportivo Islas Malvinas Árbitros: * Alejandro Chiti * Fernando Sampietro * Roberto Smith Televisión: TyC Sports |  |  |
| Serie: 2-3 |                                      |             |                                     | |  |  |
|            |                                      |             |                                     | |  |  |

| 29 de mayo | Boca Juniors                          | 89–81       | Peñarol                         | Buenos Aires |  |  |
|            | Parciales: 23-19, 23-26, 18-16, 25-20 |             |                                 | |  |  |
|            | Estadísticas Gustavo Oroná 25         | Reporte Pts | Estadísticas 24 Gabriel Mikulas | Pabellón: Microestadio Luis Conde Árbitros: * Daniel Rodrigo * Diego Rougier * Alejandro Ramallo Televisión: TyC Sports |  |  |
| Serie: 4-2 |                                       |             |                                 | |  |  |
|            |                                       |             |                                 | |  |  |

Boca Juniors

Campeón

Tercer título

## Plantel campeón
| \| N.º \| Posición \| Nombre \| Nombre \| \| --- \| --------- \| ------ \| ------------------ \| \| 9 \| Base \| \| Luis Cequeira \| \| 4 \| Base \| \| Raymundo Legaria \| \| 5 \| Base \| \| Lucas Ortiz \| \| 12 \| Escolta \| \| Gustavo Oroná \| \| 41 \| Escolta \| \| Leandro Palladino \| \| \| Escolta \| \| Patricio Rodríguez \| \| 6 \| Escolta \| \| Johnatan Slider \| \| 6 \| Alero \| \| Jamal Robinson \| \| 7 \| Alero \| \| Matias Fioretti \| \| 10 \| Ala Pívot \| \| Leonardo Gutiérrez \| \| 14 \| Ala Pívot \| \| Lázaro Borrell \| \| 8 \| Ala Pívot \| \| Rodrigo Sánchez \| \| 5 \| Ala Pívot \| \| Nahuel Rodríguez \| \| 11 \| Pívot \| \| Martín Leiva \| \| \| Pívot \| \| Federico Aguerre \| \| \| Pívot \| \| Leandro Podestá \| |           |                           |                    |
| N.º | Posición  | Nombre                    | Nombre             |
| 9 | Base      | Bandera de Argentina      | Luis Cequeira      |
| 4 | Base      | Bandera de Argentina      | Raymundo Legaria   |
| 5 | Base      | Bandera de Argentina      | Lucas Ortiz        |
| 12 | Escolta   | Bandera de Argentina      | Gustavo Oroná      |
| 41 | Escolta   | Bandera de Argentina      | Leandro Palladino  |
| | Escolta   | Bandera de Argentina      | Patricio Rodríguez |
| 6 | Escolta   | Bandera de Argentina      | Johnatan Slider    |
| 6 | Alero     | Bandera de Estados Unidos | Jamal Robinson     |
| 7 | Alero     | Bandera de Argentina      | Matias Fioretti    |
| 10 | Ala Pívot | Bandera de Argentina      | Leonardo Gutiérrez |
| 14 | Ala Pívot | Bandera de Cuba           | Lázaro Borrell     |
| 8 | Ala Pívot | Bandera de Argentina      | Rodrigo Sánchez    |
| 5 | Ala Pívot | Bandera de Argentina      | Nahuel Rodríguez   |
| 11 | Pívot     | Bandera de Argentina      | Martín Leiva       |
| | Pívot     | Bandera de Argentina      | Federico Aguerre   |
| | Pívot     | Bandera de Argentina      | Leandro Podestá    |

Director Técnico:  Gabriel Picatto

## Estadísticas
Líderes
- Puntos:  Clarence Robinson - Quilmes (981 en 48 partidos: 20,4)
- Asistencias:  Sebastián Ginóbili - Quilmes (200 en 47 partidos: 4,3)
- Rebotes:  Tyler Field - Obras (388 en 44 partidos: 8,8)
- Robos:  Pablo Moldú - Gimnasia y Esgrima (Comodoro Rivadavia) (134 en 49 partidos: 2,7)
- Tapas:  Martín Leiva - Boca Juniors (80 en 57 partidos: 1,4)
- Triples:  Leandro Masieri - Gimnasia y Esgrima (Comodoro Rivadavia) (160 en 46 partidos: 3,5)

## Premios
| - MVP de la temporada - Gabriel Mikulas, Peñarol - MVP de las Finales de la LNB - Leonardo Gutiérrez, Boca Juniors - Mejor quinteto de la LNB - B Pablo Sebastián Rodríguez, Peñarol de Mar del Plata - E Diego García, Regatas - A Joshua Pittman, Peñarol - AP Jason Osborne, Peñarol - P Gabriel Mikulas, Peñarol - Revelación/debutante - Alejandro Zilli, Sionista | - Jugador de Mayor Progreso - Mariano Byró, Sionista - Mejor Sexto Hombre - Luis Cequeira, Boca Juniors - Mejor Entrenador - Julio Lamas, Libertad - Mejor Extranjero - Jason Osborne, Peñarol - Mejor Nacional - Gabriel Mikulas, Peñarol |